# Prush
Prush – wieś położona w północnej części Albanii w gminie Bytyç. Wieś znajduje się 117 kilometrów od stolicy państwa, Tirany.

## Demografia
Według spisu ludności z 1989 roku we wsi Prush mieszkało 410 mieszkańców.